# Kirchliches Gymnasium des Deutschen Ordens (Olmütz)

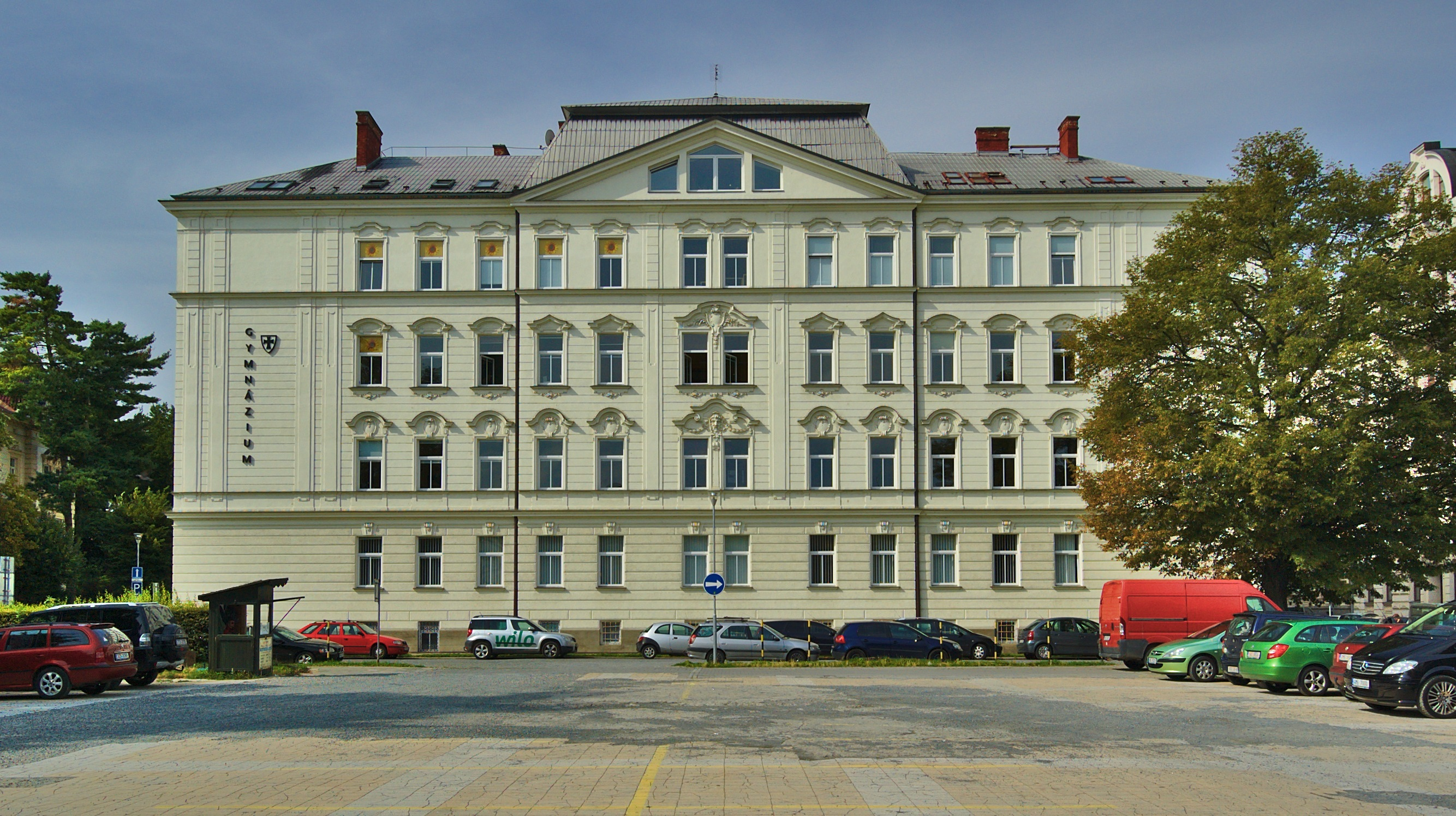
Kirchliches Gymnasium des Deutschen Ordens in Olmütz

Das Kirchliche Gymnasium des Deutschen Ordens in Olmütz ist eine Schule in Olmütz in Tschechien.

## Geschichte
Zu Beginn des 20. Jahrhunderts erbaute Erzherzog Eugen von Österreich-Teschen das Palais neben der Palacký-Universität Olmütz. In der Ersten Tschechoslowakischen Republik erinnerte an den Deutschen Orden nur ein Hochmeisterkreuz über dem Eingang. Auch in der kommunistischen Tschechoslowakei wurde das Kreuz nicht zerstört. 1991 wurde in dem Gebäude das Mährische Realgymnasium gegründet. Heute ist es durch ein großes Deutschordenskreuz mit der Aufschrift GYMNASIUM DES DEUTSCHEN ORDENS zu erkennen. Im Jahr 2007 von der tschechischen Familiarenballei übernommen, erhielt die Privatschule den neuen Namen „Kirchliches Gymnasium des Deutschen Ordens“. Das Gymnasium hat einen sportlichen und einen humanistischen Zweig. In Fußball und Leichtathletik gewinnen die Schulmannschaften regelmäßig tschechische Meisterschaften. Sehr erfolgreich sind die Mädchen im Handball. Der andere Zweig des Gymnasiums konzentriert sich auf Philosophie, Sozialwissenschaften und Sprachen. Religion und Ethik ist ein Pflichtfach. Die Schüler versuchen dem Ordenscharisma „Helfen und heilen“ gerecht zu werden. Das Hauptziel der Schule ist eine gute Vorbereitung auf die (anspruchsvollen) Aufnahmeverfahren der Universitäten und Hochschulen.